# Miami Heat
Miami Heat je profesionalna košarkarska ekipa v ligi NBA, ki se nahaja v Miamiju na Floridi. Nahaja se v vzhodni konferenci in v južni diviziji. Dvorana ekipe se imenuje American Airlines Arena. Lastnik Kluba je Micky Arison. Generalni Manager je Pat Riley, glavni trener ekipe pa Erik Spoelstra. 
Klub je osvojil že 3 naslove prvakov lige NBA in sicer v letih (2006, 2012, 2013). Ima drugi najdaljši niz tekem brez porazov v zgodovini lige NBA, neporaženi so ostali kar 27 tekem (Boljši od njih so le Los Angeles Lakers, 33 zaporednih zmag).